# Isla de Robinsón Crusoe
La isla de Robinsón Crusoe es una novela de viajes y aventuras para jóvenes del autor polaco, Arkady Fiedler, ambientada a principios del siglo XVIII. Es la primera parte de una trilogía sobre el destino de Jan aka (John Bober), de origen polaco. Está inspirada en la famosa obra de Daniel Defoe Robinson Crusoe, la novela favorita del protagonista de la historia.
John Bober, un pionero, mitad polaco, mitad inglés, nacido en Virginia. Participó en el levantamiento de los colonos contra la soberanía británica. El levantamiento fracasó y para salvar su vida John decide escapar a bordo de un barco corsario que navega hacia el Mar Caribe. Durante una tormenta, el barco naufraga cerca de la isla de Coche, frente a las costas de Venezuela. John Bober logró sobrevivir a la catástrofe y nadar hacia tierra. Creía que era el único superviviente, pero resultó que también sobrevivieron dos indígenas arahuacos, esclavos en el barco, Arnak y Wagura. John y sus dos compañeros viven en la isla durante más de un año. El libro describe su lucha con la naturaleza salvaje, los intentos de escape de la isla y la lucha entre los españoles y sus esclavos, indios y negros, obligados a trabajar en plantaciones y como pescadores de perlas, que huyeron a la isla desde la vecina margarita.
En La isla de Robinson Crusoe, los protagonistas, derrotan a los perseguidores españoles y se apoderan de su barco. Temiendo la venganza, John y sus compañeros abandonan la isla en el barco capturado.
El libro no tiene carácter histórico, los hechos presentados no ocurrieron en la realidad. El autor, por su concepto de la novela así como su trama principal, se basó en dos hechos: a principios del siglo XVII un grupo de esclavos se escapó de la Isla de Margarita, una goleta partió tras los fugitivos, en su persecución, ni los esclavos ni el barco fueron jamás encontrados. El segundo elemento histórico fue el descubrimiento de un barco de madera en la isla de Coche con la inscripción JOHN BOBER / POLONUS / 1726. Este hecho quedó registrado en documentos históricos encontrados en el pueblo de Cumaná, pero nunca se ha establecido el origen de la dicha inscripción.
Las aventuras de los protagonistas de la Isla de Robinsón continúan en las dos siguientes novelas de Arkady Fiedler: Orinoco (Orinoko 1957) y El Jaguar Blanco (Biały Jaguar 1980).
La Isla de Robinsón se publicó por primera vez en 1954, a continuación ha sido reeditada varias veces y se tradujo a varios idiomas.
Traducción al español sobre la base de las páginas en polaco e inglés. 